# Vaccinium urceolatum
Vaccinium urceolatum är en ljungväxtart som beskrevs av William Botting Hemsley. Vaccinium urceolatum ingår i Blåbärssläktet, och familjen ljungväxter. Utöver nominatformen finns också underarten V. u. pubescens.